# 1926 w polityce

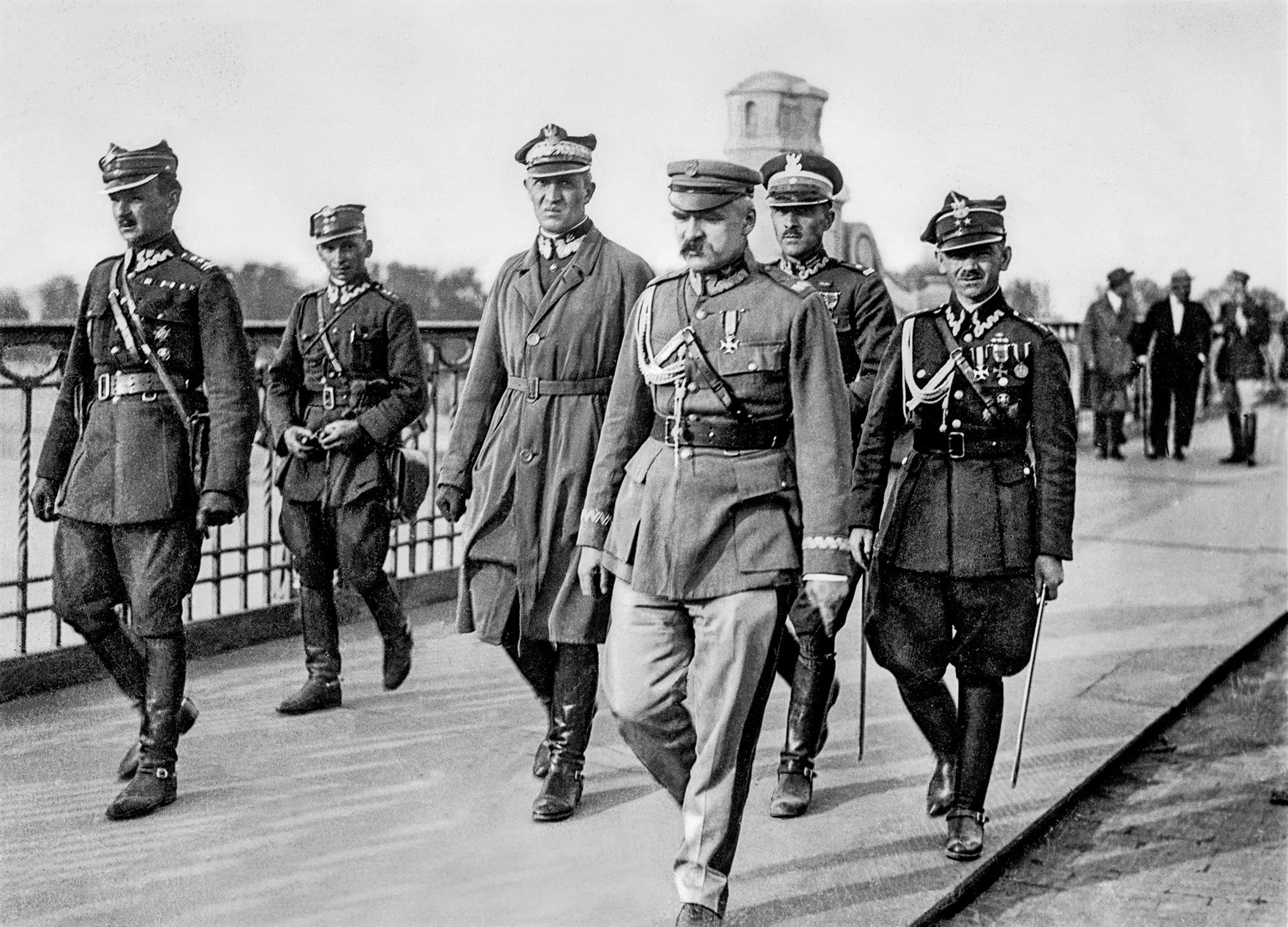
Józef Piłsudski podczas przewrotu majowego

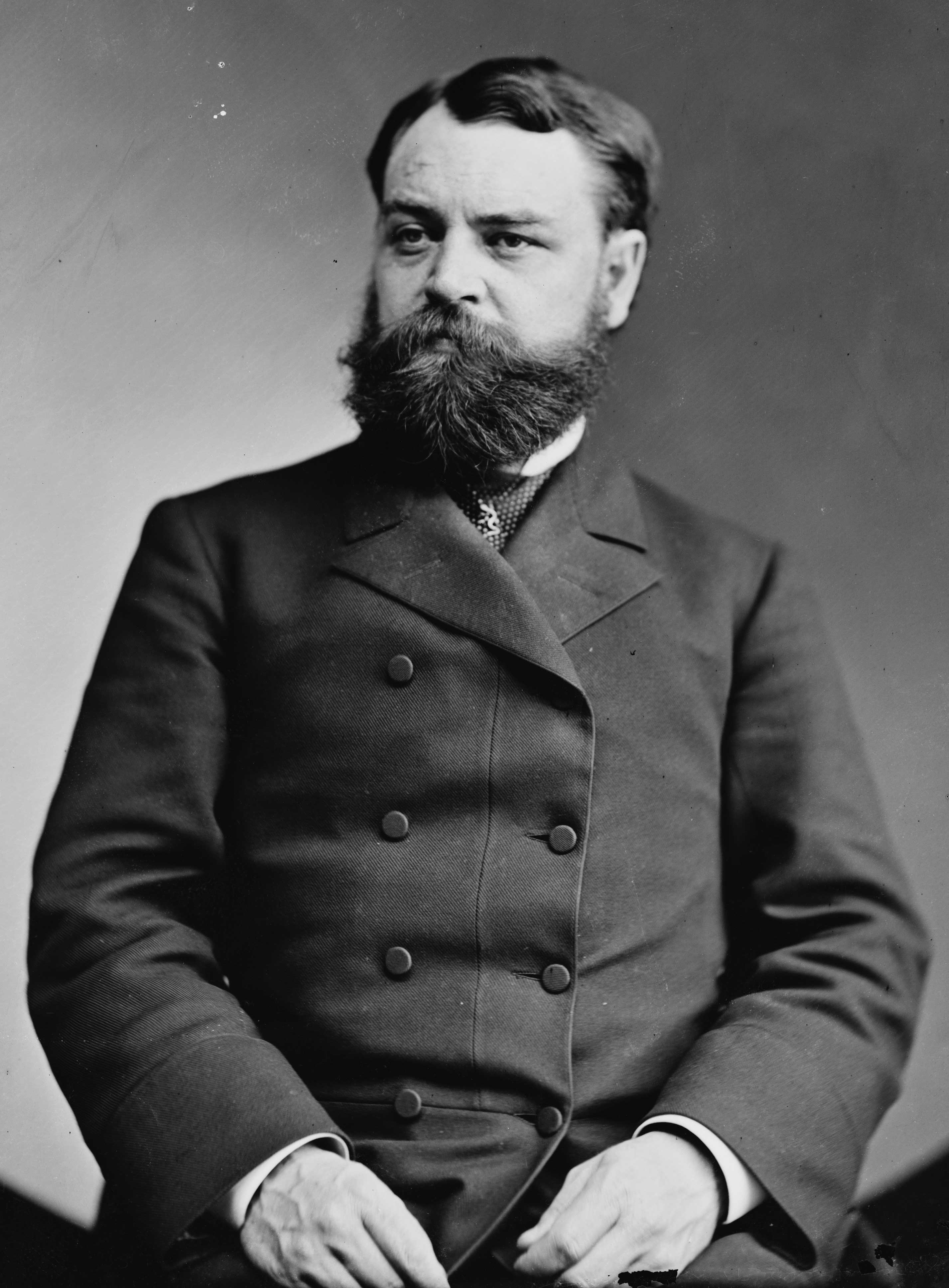
Robert Todd Lincoln

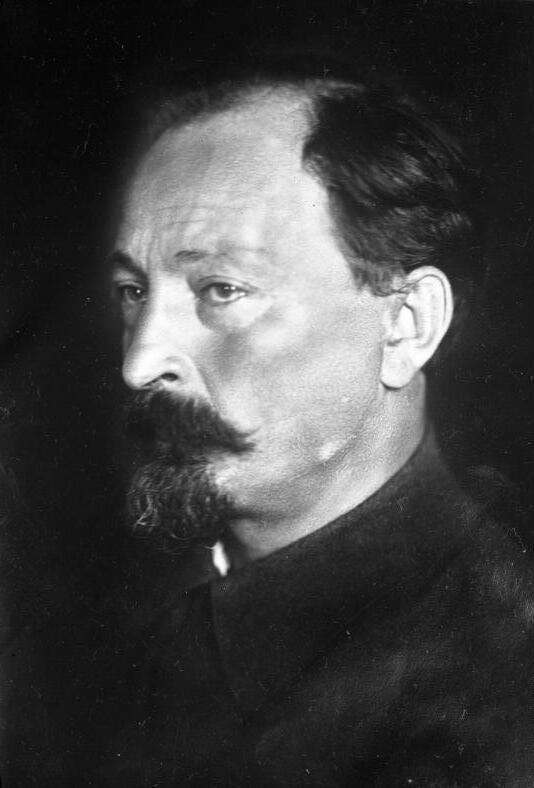
Feliks Dzierżyński

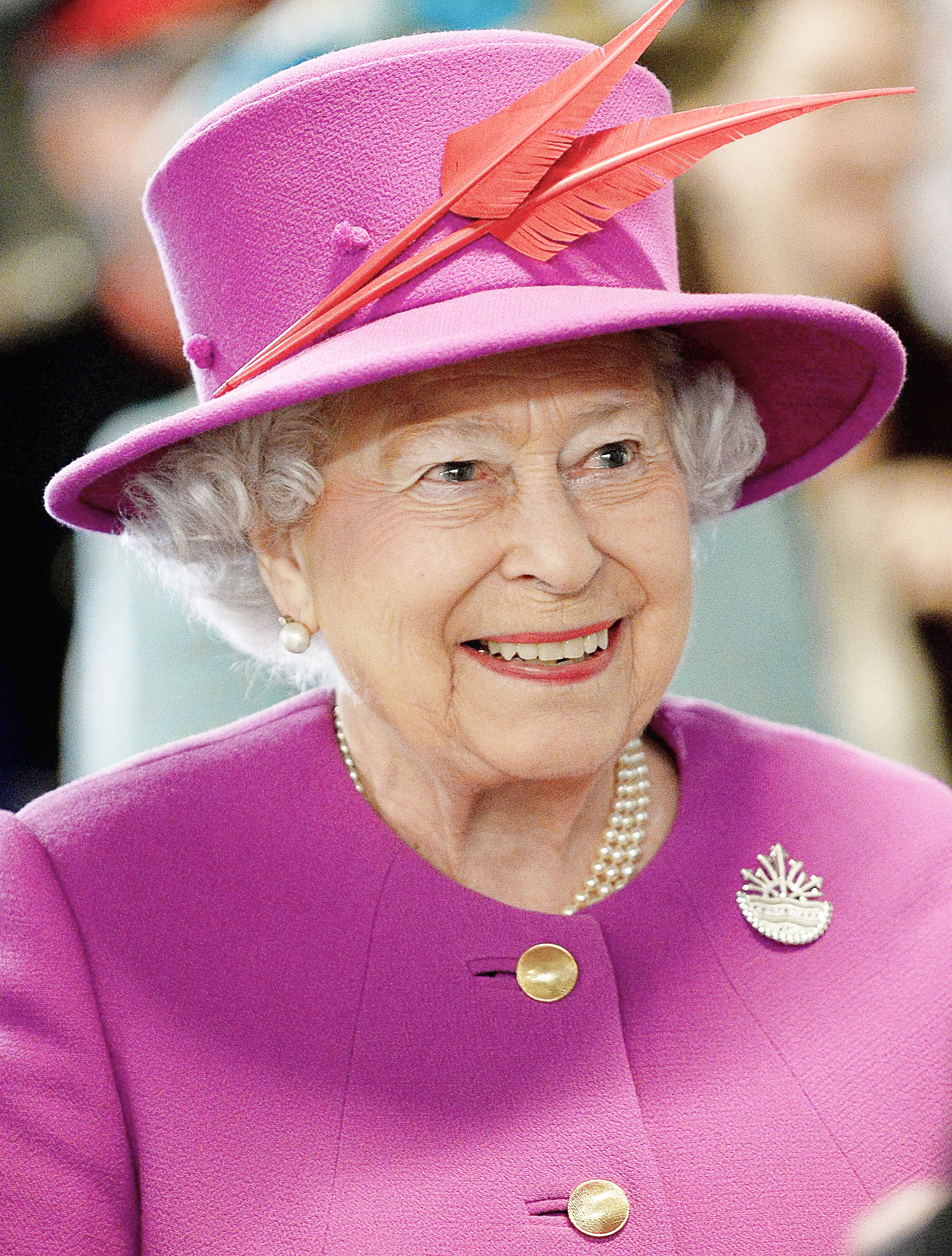
Elżbieta II

Wydarzenia polityczne w 1926 roku.

## Styczeń
- 3 stycznia – August Hlond został uroczyście biskupem śląskim[1].
- 20 stycznia – urodził się Henry Sebastian D’Souza, indyjski biskup[2].
- 20 stycznia – zmarł Harry Welles Rusk, amerykański polityk[3].

## Luty
- 9 lutego – zmarł Milton George Urner, amerykański polityk[4].

## Marzec
- 29 marca – Sejm RP uchwalił ustawę o prawie autorskim[5].

## Kwiecień
- 21 kwietnia – urodziła się Elżbieta II, królowa Wielkiej Brytanii[6].
- 24 kwietnia – w Berlinie niemiecki minister spraw zagranicznych Gustav Stresemann podpisał układ o neutralności i przyjaźni z ambasadorem ZSRR Nikołajem Krestinskim[7].
- 25 kwietnia – w Teheranie koronowano Rezę Szah Pahlawiego[7].

## Maj
- 5 maja – do dymisji podał się rząd Aleksandra Skrzyńskiego[7].
- 10 maja – Wincenty Witos po raz trzeci został premierem. Witos utworzył centroprawicy rząd oparty na kolacji Polskiego Stronnictwa Ludowego „Piast”, Związku Ludowo-Narodowego, Polskiego Stronnictwa Chrześcijańskiej Demokracji i Narodowej Partii Robotniczej[8].
- 12–14 maja – marszałek Józef Piłsudski wraz z oddanymi sobie oddziałami przeprowadził zamach stanu (przewrót majowy). Rozpoczęły się w Polsce rządy sanacji[7].
- 14 maja – Wincenty Witos wraz z całym gabinetem podał się dymisji. Stanisław Wojciechowski zrezygnował z urzędu prezydenta, a głową państwa został Maciej Rataj[8][7].
- 25 maja – urodził się Jan Józef Lipski, działacz Komitetu Samoobrony Społecznej „KOR”[9].
- 26 maja – klub poselski Polskiego Stronnictwa Ludowego „Piast” nie przyjął rezygnacji Wincentego Witosa z funkcji prezesa[8].
- 31 maja – Józef Piłsudski został wybrany na prezydenta przez Zgromadzenie Narodowe, ale odmówił przyjęcia tej funkcji wobec niewielkich prerogatyw głowy państwa[10].

## Czerwiec
- 1 czerwca – prezydentem Rzeczypospolitej Polskiej został Ignacy Mościcki[7].
- 2 czerwca – zmarł William Boog Leishman, szkocki lekarz i generał[11].

## Lipiec
- 20 lipca – zmarł Feliks Dzierżyński, twórca i szef radzieckiej policji politycznej[12].
- 21 lipca – zmarł Washington Augustus Roebling, amerykański inżynier i wojskowy[13].
- 26 lipca – zmarł Robert Todd Lincoln, amerykański prawnik i polityk, syn prezydenta Abrahama Lincolna[14].

## Sierpień
- 2 sierpnia – „nowela sierpniowa” – znowelizowano Konstytucję z 17 marca 1921 roku[15].
- 13 sierpnia – urodził się Fidel Castro, przywódca Kuby[16].

## Wrzesień
- 8 września – Niemcy przyjęto do Ligi Narodów[7].
- 24 września – urodził się Ricardo María Carles Gordó, kataloński kardynał[17].

## Październik
- 2 października – Józef Piłsudski stanął na czele polskiego rządu[7].
- 19 października – na posiedzeniu Biura Politycznego w Moskwie Józef Stalin usunął Lwa Trockiego, Grigorija Zinowjewa i Lwa Kamieniewa z władz partii[7].
- 27 października – urodził się H.R. Haldeman, amerykański polityk, szef personelu Białego Domu, znany z udziału w aferze Watergate[18].

## Grudzień
- 10 grudnia – Pokojową Nagrodę Nobla otrzymali Aristide Briand i Gustav Stresemann[7].
- 14 grudnia – zmarł John Lawlor Jolley, amerykański polityk[19].
- 18 grudnia – urodził się Jaume Camprodon Rovira, hiszpański biskup[20].
- 27 grudnia – urodził się Rodrigo Carazo Odio, kostarykański polityk[21].